# Nizozemský institut architektury
Nizozemský institut architektury / Nederlands Architectuurinstituut (NAi) je více než jen muzeum. Je to především kulturní instituce, která je otevřena široké veřejnosti a využívá mnoho různých metod, jak přistupovat k vytváření a formování lidského prostoru, a zároveň je téměř bezednou studnou informací o moderní architektuře.

## Praktické informace
ADRESA:
Musempark 25,
3015 CB Rotterdam,
Nizozemsko
CENA VSTUPNÉHO:
Vstupenka do institutu zahrnuje také vstup do muzea Sonneveld House Museum (Huis Sonneveld)
Dospělí: 8 €
Děti do 18 let: zdarma
Důchodci/studenti: 5 €
Rotterdam Welcome Card: 5 €
OTEVÍRACÍ DOBA:
Pondělí:zavřeno
Úterý až sobota: 10.00–17.00
Neděle a celostátní svátky: 11.00–17.00
DOPRAVA
Institut najdeme v centrum Rotterdamu, asi 15 minut pěší chůze od Hlavního nádraží. NAi je součástí oblasti zvané Museumpark a nachází se v diagonále proti Museum Boijmans Van Beuningen. Sem je možné cestovat metrem, tramvajemi č. 7 a 20 – zastávka Eendrachtsplein, nebo autobusem č. 32 – zastávka Rochussenstraat. Autem lze parkovat přímo na místě.

## Historie vzniku
NAi je umístěno na trojúhelníkové parcele v tzv. zeleném městském klínu, který leží mezi městským centrem Rotterdamu a řekou Meusou. Tato oblast, určená ke kulturním a rekreačním účelům, se stala klíčovou částí „Plánu vnitřního uspořádání Rotterdamu“ (1985–1990) a její nynější podoba vznikala jako poslední v rámci městské poválečné rekonstrukce.

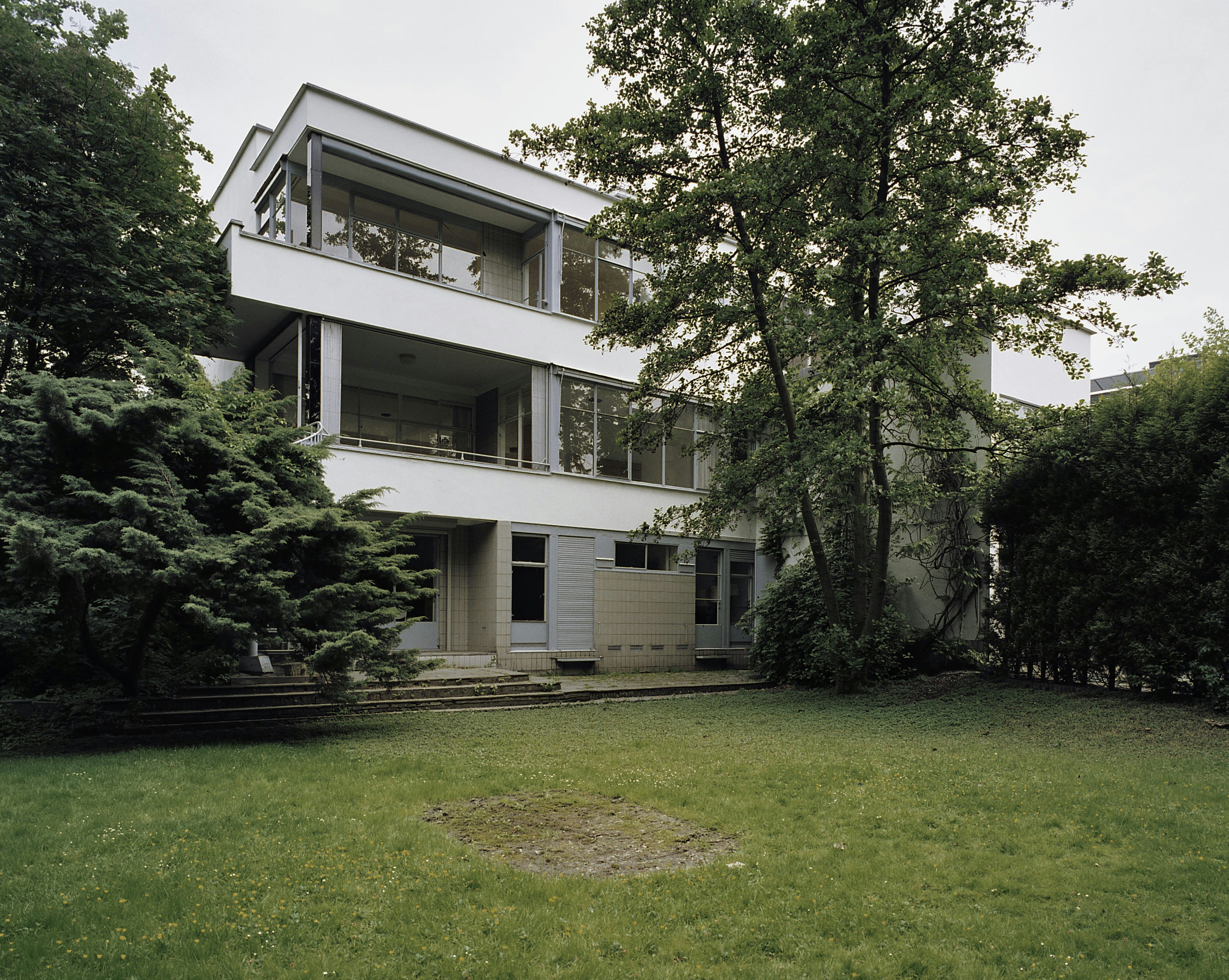
Dům Sonneveld

Nejvýznamnější částí institutu je dům-muzeum (Huis Sonneveld), který byl navržen v roce 1933 jako ultramoderní dům plný světla, prostoru a překvapivého množství barev. Postavila ho architektonická firma Brinkman & Van der Vlucht a jedná se o jeden z nejlépe zachovaných příkladů architektonického směru New Movement.

## Základní informace
Nizozemský architektonický institut (NAi) je kulturní instituce, která používá různé metody ke zkoumání architektury, městské výstavby a územního plánování.
Objekt byl navržen architektem Jo Coenenem a je důležitým úložištěm architektonických archivů a sbírek, k nimž je veřejnosti umožněn přístup. NAi nabízí mnoho služeb odborníkům i laikům a představuje rovněž širokou platformu pro diskuse. Pořádá přehlídky, kurzy, debaty a publikuje různé články, jejichž hlavním cílem je informovat, inspirovat a stimulovat jak profesionály, tak širokou veřejnost.
Co je možné navštívit v rámci institutu:
- archivní knihovnu
- výstavy, sympozia
- Huis Sonneveld
- sbírky – fotografie, modely, skici

NAi sleduje jak národní, tak i mezinárodní vývojové tendence. Dnešní moderní architektura z celého světa je prezentována v měnících se výstavách. Významní architekti, jejichž výstavy v institutu probíhaly: Renzo Piano, Bernard Tschumi, Daniel Libeskind, Alvar Aalto, Yona Friedman, Itsuko Hasegawa, studio Asymptote (Hani Rashid and Lise Anne Couture), Rem Koolhaas and Herzog & de Meuron.
Institut pořádá živé a různorodé programy. Kromě toho se také zabývá současnými problémy. Mezi výrazná témata patří například „Nizozemský design“ nebo „Udržitelné budovy“. Institut zároveň zastřešuje pořádání architektonických výstav či přednášek. Největší jeho chloubou je architektonická výstava týkající se posledních dvou století.
Vedle pořádání výstav a přednášek má institut na starosti archivaci architektonické sbírky,která vznikala v posledních dvou stoletích. Mezi jejími artefakty se nalézají fotografie, skici, plakáty, modely a různé další objekty.

## Sbírky
Sbírka se skládá přibližně ze 42 000 knih a brožur a obsahuje téměř 1 000 časopiseckých titulů z domova i ciziny, z toho 125 z nich je současně předplaceno.
NAi vlastní jednu z největších architektonických sbírek na světě: 18 km regálů, které obsahují kresby, skici, modely, fotografie, knihy, noviny a další materiály. Prakticky každý vynikající nizozemský architekt od roku 1800 má zde svou prezentaci v archiváliích. Tyto archivy obsahují osobní materiály takových známých architektů, jako jsou Dudok, Cuypers, Berlage nebo De Klerk.
Sbírka se rozšiřuje každým rokem zhruba o 20 m regálů – nejenom nákupem v obchodech a antikvariátech, ale také díky darům různých organizací, jednotlivců nebo získáním knihoven, které byly v majetku nizozemských architektů. Jednotlivé knihy jsou dostupné k nahlédnutí, ale není možné si je vypůjčit.

## Výstavy a sympozia
Ve více než dvaceti výstavách, které každoročně organizuje, prezentuje institut architekturu, urbanistické návrhy, interiérový design a krajinnou architekturu. Kromě toho všeho věnuje velkou část své pozornosti vývoji v průmyslovém a grafickém designu a dalším aspektům návrhářského prostředí.

## Architektura
Budovu institutu navrhl architekt Jo Coenen. Umístil různé funkce do různých částí budovy a všechny tvoří dokonalou harmonii. Výsledný soubor ladí jak se svým vnitřním prostředím, tak je v souladu s okolními budovami.

### Umístění
Jedna z nejsilnějších stránek tohoto projektu je jeho samotné umístění, jeho ukotvení v dané lokalitě. Návaznosti vnitřních elementů budovy potvrzují a obohacují hlavní orientaci parku. Budova archivu objímá křivku ulice Rochussenstraat, formující hranice Museumparku. Hlavní budovy následují orientaci parku, zatímco část pro veřejnost směřuje k Museu Boijmans Van Beuningen. Široký chodník přetínající park zde spojuje institut architektury s tímto muzeem. Budova je situována mírně izolovaně proto, aby nebylo možné vytvořit přímou spojnici k parku. Rotterdamská radnice neústupně vyžadovala blokovat tuto volnou zónu pro auta, takže výsledek je ten, že cesta nyní uzavírá budovu od parku a Nizozemský institut architektury je spíše přilehlou částí parku než jeho součástí.

### Základní otázka
Nový institut architektury formuloval tři základní požadavky, o něž se jeho fungování mělo opírat: sbírky a jejich řízení; přístup k archivům a sbírkám (včetně knihovny a studovny materiálů) a sledování současného rozvoje; rozšíření, které mělo vytvořit prostory pro výstavy, publikace a různé společenské události.

### Oddělené struktury
Coenen navrhl oddělené celky pro každou z těchto částí a přidal ještě čtvrtou část, která má sloužit k veřejným účelům jako kavárna, book-shop a auditorium. Archiv je umístěn do části, která má úzký, protáhlý a mírně zakřivený tvar, je dlouhá 200 m a je vyrobena z betonu a vlnitého plechu obarveného na červeno a z hliníku. Tento objekt byl lehce vyzdvihnut, aby poskytoval dojem menší masy vytvářející pasáž okolo hlavní budovy. Výstavní plocha a obdélníková uzavřená kostka je z hnědo-fialových cihel.
Ústřední část budovy je vysoká skleněná jednotka zahrnující studovnu a kanceláře. Pod hlavní budovou, pootočeno o 90°ve vztahu k této jednotce a kolmo k části archivu, se nachází čtvercová plocha určená pro veřejné účely. Coenen vytvořil oddělené části tak, aby formovaly jasný celek. V této harmonické kompozici barev, materiálů, červeno-hnědých cihel, průhledných skleněných tabulí a stříbrného lesku kovu má každá z nich svůj vlastní charakter.

### Kontrast
Rozdílné části budovy představují kontrast svou otevřeností a uzavřeností a každá z nich má svůj specifický charakter. Příslušné části pro archiv a část knihovní sbírky jsou uzavřené svou přirozenou funkcí. To kontrastuje se sklem hlavní budovy, zvýrazňující průhledný pohled. Výstavní galerie se zdají být naproti tomu uzavřené, ale uvnitř jsou navrženy tak, aby si udržely optimální prostorovost, kupř. otevřením třetího podlaží a použitím skleněné tabule, která nabízí pohled na recepční část. Tato stěna byla ale v nedávné době uzavřena a slouží pro místní orientaci v budově.

### Světlo
Coenen věnoval velkou pozornost průnikům světla, hledal alternativu mezi přímým tvrdým a nepřímým rozptýleným světlem. Světlo se buď odráží anebo filtruje, např. látkou napnutou přes výstavní plochu. Sluneční světlo proniká rozlehlou galerií přes skleněnou fasádu a je odráženo vodou v bazénu. Světlo se odráží rovněž od betonových stěn. Střechy vystupující přes zapuštěná okna vytvářejí efektivní sluneční rolety.

## Cena nizozemského institutu architektury
Vznikla v roce 2002 a je udělována každé dva roky nejlepší budově postavené v předchozích dvou letech podle data ceny a navržené architektem, který je mladší 40 let. Touto cenou se institut a developeři snaží podpořit mladé architekty a přesvědčit klienty o silných stránkách vznikajících projektů. Poslední čtyři edice, které odrážejí téměř desetiletí vznikající architektury, ukazují, jak mladí nizozemští architekti reagují na měnící se ekonomiku, sociální a kulturní vztahy. Předchozími vítěznými týmy se stali např. BAR Architects za svůj Bridge house v Middelburgu, NL architects za projekt The basketBAR v Utrechtu a MVRDV za Haageneiland projekt v Hague.
Součástí ceny je odměna ve výši 1 000 EUR za nominaci a 5 000 EUR pro vítězný projekt.

## Tipy a zajímavosti
- NAi vyvíjí mobilní architektonickou aplikaci UAR, která umožňuje vytvořit sbírku také mimo prostory muzea. UAR používá text, grafiku 3D a film k informaci o určité budově v prostředí. UAR ukazuje, jak město vypadalo a jaké by mohlo být. UAR lze využívat v Rotterdamu a Amsterdamu. Tuto aplikaci je možné zdarma stáhnout do chytrých mobilních telefonů pro OP Android a IOS.
- NAi je držitelem největší a možná i nejlepší architektonické sbírky na světě. Určitá významná část sbírky vznikla v první polovině 20. století a pochází od architektů jako Berlage, De Bazel, De Klerk, Oud, Dudok, Van Doesburg, Rietveld a od spousty dalších.
- Sbírku institutu je dnes možné zhlédnout také on-line. Kromě správy svých webových stránek se institut podílí také na rozvíjení dalších platforem. Má např. 3 500 fanoušků na Facebooku, přes 500 fotografů sdílí svoje fotografie s institutem přes NAI Flickr a i institut sám přispívá svými fotografiemi tím, že otevřel svůj vlastní sbírkový kanál. Zde je odkaz: http://www.flickr.com/photos/naiphoto/collections/